# Третє травня 1808 в Мадриді
«Третє травня 1808 в Мадриді» (ісп. El tres de mayo de 1808 en Madrid, варіант перекладу — «Розстріл повстанців у ніч проти 3 травня 1808») — історичне полотно Франсіско Гойї, написане 1814 року і виставлене в мадридському музеї Прадо.

## Історія створення
2 травня 1808 патріотичний виступ у Мадриді був жорстоко придушений французькими окупаційними військами. Одразу після цього французька влада провели масові страти повстанців - вони тривали всю ніч і весь день. Після остаточного вигнання французів та повернення до Іспанії короля Фердинанда VII Гойя отримав від уряду замовлення на дві великі картини, які, за задумом замовника, мали «увічнити за допомогою живопису героїчні сцени славної боротьби іспанців із тираном Європи». Гойя виконав замовлення, але його полотна не дістали належної оцінки — це пов'язано, найімовірніше, з тим, що художник написав їх у надто оригінальній манері. Від нього вимагали героїчних постатей і патетичних жестів, а він по-людськи пристрасно проклинав жахіття війни. Особливо чітко це проявилося в картині «Розстріл повстанців», котра нині вважається неперевершеним шедевром. Попри те, що сам Гойя не був свідком страти, йому вдалося точно передати атмосферу страшного насильства над людьми. 